# 廖烈武
廖烈武，MBE，JP（1938年—2017年7月12日），祖籍廣東潮陽，是香港銀行家廖寶珊的第三子，曾在英國倫敦大學就讀經濟系，是廖創興企業有限公司主席兼董事總經理。

## 生平
1961年6月發生「廖寶珊事件」，父親廖寶珊受謠言所害，廖創興銀行發生擠提，大受刺激致腦溢血不治。正在英國倫敦大學就讀經濟系的廖烈武，輟學回港聯同兄長廖烈文、廖烈科臨危受命，帶領廖創興銀行安然度過危機。
廖烈武1961年至1972年擔任廖創興銀行董事副總經理，1972年11月至2014年2月出任董事總經理。
2009年，兄長廖烈文因年事已高辭任廖創興銀行主席，由董事總經理廖烈武兼接任主席。廖創興銀行於2013年賣盤予越秀集團後，廖烈武退出該行董事局，但他仍擔任廖創興企業的主席及執行董事。
廖烈武於2017年7月12日在養和醫院逝世，享年79歲。廖創興企業到7月26日才發表公告。

## 家庭
太太陳嘉綿是女中音歌唱家，兩人育有一子廖金輝及兩女廖綺華、廖鈞慧。

## 曾任公職
- 東華三院主席
- 香港潮州商會會長
- 香港足球總會主席
- 香港中文大學聯合書院校董
- 廖寶珊紀念書院校董

## 個人榮譽
- 非官守太平紳士（1968年2月）
- 英帝國員佐勳章（1977）
- 嶺南大學榮譽法學博士（2005）[6]